# Didula
Valeri Mihajlović Didula (Grodno, Bielorrusia, 24 de enero de 1969) es un guitarrista y compositor bielorruso especializado en géneros de fusión, folk, fundador y líder del grupo musical "DiDuLa".

## Comienzos
Cuando Didula tenía 5 años su madre le regaló su primera guitarra. Desde entonces empezó con sus primeras pruebas musicales. Junto con sus amigos visitaba los conciertos, observando como tocan los guitarristas. Más adelante fue invitado a participar como miembro en el grupo instrumental "Alye Zori" que recorrió muchas ciudades con sus conciertos.

## DiDuLa Group
En 2002, DiDuLa reunió a un grupo de músicos y comenzó a hacer giras en Rusia y Estados Unidos.
DiDuLa Group está compuesto por: percusionistas (Michail Drumberg y Andrei Atabekov), teclado (Khaibula Magomedov), bajo (Philip Borodin) e instrumentos de viento (Valery Skladanny y Ramil Mulikov).

## Discografía
- 2000 - Flamenco

- 2002 - Camino a Bagdad (Audio CD)

- 2003 — The Best (también conocido como «Orillas de Satén») (Audio CD)

- 2004 — Layenda (Audio CD)

- 2006 — La ciudad-cueva Inkerman (Audio CD)

- 2006 — Live In Moscow (Audio CD, DVD)

- 2006 — Sueños de colores (Audio CD)

- 2006 — Grand Collection (Audio CD)

- 2006 — Grand Collection (MP3 CD)

- 2007 — Música de cine sin rodar (Audio CD)

- 2009 — LIVE in Saint Petersburg

- 2009 — El camino de seis cuerdas

- 2010 — Aroma